# Apple Pay
Apple Pay ist ein Zahlungssystem des US-amerikanischen Unternehmens Apple für hauseigene mobile Geräte. Es wurde im Oktober 2014 in den Vereinigten Staaten für das iPhone 6 und 6 Plus eingeführt. Das Zahlungssystem arbeitet mittels Near Field Communication (NFC) in Kombination mit Wallet. Zahlungen sind auch über die Apple Watch möglich. Das System kann außerdem genutzt werden, um Zahlungen in dafür vorgesehenen Apps oder im Safari-Browser (iOS, iPadOS, macOS und visionOS) durchzuführen.
Ab Juli 2015, beginnend im Vereinigten Königreich, wurde der Dienst sukzessive in weiteren Ländern zur Verfügung gestellt. Anfang Juli 2016 startete Apple Pay in der Schweiz, im Dezember 2018 in Deutschland und im April 2019 in Österreich.

## Funktionsweise
Laut Apple sendet Apple Pay beim Bezahlvorgang niemals die tatsächlichen Daten der hinterlegten Kreditkarte. Stattdessen wird für jede hinterlegte Karte eine Device Account Number (deutsch Gerätekontonummer) gespeichert. Diese ist eine zufällig generierte 16-stellige Pseudo-Kreditkartennummer, die im Chip Secure Element gespeichert wird. Dieser Chip ist vom Betriebssystem isoliert und nicht Teil der Datensicherung. Unterschiedliche Geräte erhalten bei der Einrichtung einer Karte mit gleicher Information unterschiedliche Device Account Numbers zugewiesen. Beim Eintragen einer neuen Kreditkarte in Wallet werden neben den konkreten Kartendaten auch Geräteinformationen wie die letzten Ziffern der Mobilfunknummer oder der Gerätename sowie der ungefähre Standort an die ausgebende Bank weitergeleitet, um Missbrauch beim Hinterlegen der Kartendaten zu vermeiden. Auf einem Gerät hinterlegte Kartendaten können jederzeit vom Nutzer wieder gelöscht werden. Bei Verlust des Geräts kann dies über die Funktion Mein iPhone suchen oder über die iCloud-Einstellungen auch ohne direkten Zugriff darauf geschehen.
Bei jeder Transaktion wird die Device Account Number an den Verkäufer übermittelt. Im stationären Handel geschieht dies über Nahfeldkommunikation mit einem Lesegerät, im elektronischen Handel erfolgt die Übertragung via Internet. Der Verkäufer überträgt diese Nummer an das zugehörige Bankennetzwerk, das die Device Account Number den hinterlegten Kreditkartendaten zuordnen kann. Es übermittelt dem Verkäufer daraufhin eine Freigabe für die Transaktion. Nach Erhalt der Freigabe übermittelt der Verkäufer den zu zahlenden Betrag und seine ID an das Gerät des Käufers. Im nächsten Schritt bestätigt nun der Apple-Pay-Nutzer dies mittels seiner Touch ID, Face ID (ab iPhone X), Optic ID (ab Apple Vision Pro) beziehungsweise Apple Watch. Die Bestätigung erfolgt mittels eines Kryptogramms, in dem unter anderem ein einmaliger Card Validation Code (CVC), der Betrag, der Verkäufer und die Authentifizierung des Apple-Pay-Nutzers an seinem spezifischen Gerät codiert gespeichert sind. Das Kryptogramm wird über den Verkäufer an das Bankennetzwerk weitergeleitet und die Zahlung durchgeführt.
Während der gesamten Übertragung werden weder die Kreditkartennummer noch sonstige sensible Daten übertragen, mit Ausnahme der Adresse (falls Postversand gewünscht wird). Insbesondere erhält der Verkäufer laut Apple niemals die tatsächlichen Kreditkartendaten des Kunden, sondern nur die Device Account Number sowie die Bestätigung der Bank, dass diese mit einer gültigen Karte verknüpft ist. Die Device Account Number ist nur mit einem gültigen Kryptogramm nützlich und kann nur für Transaktionen mittels eines einzigen spezifischen Apple-Geräts genutzt werden. Laut Apple werden die für Apple Pay erforderlichen Kartendaten weder auf dem Gerät noch auf Apples Servern gespeichert. Die eigentliche Kartennummer ist somit für keine der an einer Transaktion beteiligten Parteien mehr ersichtlich.
Mithilfe von Apps diverser Finanzdienstleistungsanbieter, z. B. boon. und Bunq, besteht die Möglichkeit, eine virtuelle Debitkarte zu erstellen, die durch eine Überweisung aufgeladen werden und dann in der Apple Wallet eingebunden werden kann, sodass die Dienste von Apple Pay ohne eine physische Kreditkarte genutzt werden können. Im Gegensatz zu vielen kostenlosen Kontoangeboten fallen hierbei allerdings Kosten von teilweise bis zu 100 Euro im Jahr an.

## Einführung und Verbreitung

Weltweite Verfügbarkeit von Apple Pay:,

Das Unternehmen erklärte im November 2015, dass der Dienst in über einer Million US-Geschäften angeboten werde. Zum Zeitpunkt der Einführung in der Schweiz im Juli 2016 unterstützten rund 70 % der Zahlterminals Apple Pay.
In Deutschland wurde Apple Pay am 11. Dezember 2018 offiziell eingeführt. Besitzer einer unterstützten Karte aus einem Land, in dem Apple Pay bereits verfügbar war, konnten es jedoch schon zuvor an allen POS-Terminals nutzen, die die Karte kontaktlos akzeptierten.
| Datum         | Land                         |
| ------------- | ---------------------------- |
| 20. Okt. 2014 | Vereinigte Staaten           |
| 14. Juli 2015 | Vereinigtes Königreich       |
| 17. Nov. 2015 | Kanada                       |
| 19. Nov. 2015 | Australien                   |
| 18. Feb. 2016 | Volksrepublik China          |
| 19. Apr. 2016 | Singapur                     |
| 7. Juli 2016  | Schweiz                      |
| 19. Juli 2016 | Frankreich                   |
| 19. Juli 2016 | Monaco                       |
| 20. Juli 2016 | Hongkong                     |
| 4. Okt. 2016  | Russland                     |
| 13. Okt. 2016 | Neuseeland                   |
| 25. Okt. 2016 | Japan                        |
| 1. Dez. 2016  | Spanien                      |
| 7. März 2017  | Irland                       |
| 7. März 2017  | Guernsey                     |
| 7. März 2017  | Isle of Man                  |
| 7. März 2017  | Jersey                       |
| 29. März 2017 | Taiwan                       |
| 17. Mai 2017  | Italien                      |
| 17. Mai 2017  | San Marino                   |
| 17. Mai 2017  | Vatikanstadt                 |
| 24. Okt. 2017 | Dänemark                     |
| 24. Okt. 2017 | Finnland                     |
| 24. Okt. 2017 | Schweden                     |
| 24. Okt. 2017 | Vereinigte Arabische Emirate |
| 24. Okt. 2017 | Grönland                     |
| 4. Apr. 2018  | Brasilien                    |
| 17. Mai 2018  | Ukraine                      |
| 19. Juni 2018 | Polen                        |
| 20. Juni 2018 | Norwegen                     |
| 28. Nov. 2018 | Kasachstan                   |
| 28. Nov. 2018 | Belgien                      |
| 11. Dez. 2018 | Deutschland                  |
| 19. Feb. 2019 | Tschechien                   |
| 19. Feb. 2019 | Saudi-Arabien                |
| 24. Apr. 2019 | Österreich                   |
| 8. Mai 2019   | Island                       |
| 21. Mai 2019  | Luxemburg                    |
| 21. Mai 2019  | Ungarn                       |
| 11. Juni 2019 | Niederlande                  |
| 26. Juni 2019 | Slowakei                     |
| 26. Juni 2019 | Estland                      |
| 26. Juni 2019 | Griechenland                 |
| 26. Juni 2019 | Portugal                     |
| 26. Juni 2019 | Slowenien                    |
| 26. Juni 2019 | Zypern                       |
| 26. Juni 2019 | Lettland                     |
| 26. Juni 2019 | Litauen                      |
| 26. Juni 2019 | Rumänien                     |
| 26. Juni 2019 | Malta                        |
| 26. Juni 2019 | Liechtenstein                |
| 26. Juni 2019 | Kroatien                     |
| 26. Juni 2019 | Bulgarien                    |
| 2. Juli 2019  | Färöer                       |
| 6. Aug. 2019  | Macau                        |
| 3. Sep. 2019  | Georgien                     |
| 19. Nov. 2019 | Belarus                      |
| 28. Jan. 2020 | Montenegro                   |
| 30. Juni 2020 | Serbien                      |
| 23. Feb. 2021 | Mexiko                       |
| 30. März 2021 | Südafrika                    |
| 5. Mai 2021   | Israel                       |
| 17. Aug. 2021 | Katar                        |
| 5. Okt. 2021  | Bahrain                      |
| 5. Okt. 2021  | Palästina                    |
| 2. Nov. 2021  | Aserbaidschan                |
| 2. Nov. 2021  | Kolumbien                    |
| 2. Nov. 2021  | Costa Rica                   |
| 18. Jan. 2022 | Armenien                     |
| 15. März 2022 | Argentinien                  |
| 15. März 2022 | Peru                         |
| 5. Apr. 2022  | Moldau                       |
| 9. Aug. 2022  | Malaysia                     |
| 6. Dez. 2022  | Kuwait                       |
| 6. Dez. 2022  | Jordanien                    |
| 21. März 2023 | Südkorea                     |
| 7. Aug. 2023  | Vietnam                      |
| 8. Aug. 2023  | Chile                        |

### Deutschland
Im Dezember 2018 startete Apple Pay in Deutschland: American Express, Bunq, Comdirect Bank, Deutsche Bank, Edenred, Fidor Bank und o2 Banking, Hanseatic Bank, N26, Unicredit Bank, VIMpay und Wirecard. Die Consorsbank gab Apple Pay im April 2019 frei, ebenso Crosscard, Fleetmoney und Viabuy. Revolut folgte im Mai 2019, die Deutsche Kreditbank im Juni 2019, ING-DiBa im Oktober 2019 und die Commerzbank, Norisbank, Openbank sowie 371 von 379 Sparkassen im Dezember 2019.
Die Nutzung von Apple Pay ist in Deutschland erst ab einem Alter von 16 Jahren möglich.
Am 25. August 2020 startete Apple in Kooperation mit den Sparkassen die Unterstützung der Girocard durch Apple Pay. Zum Start gab es folgende Einschränkung: Apple Pay mit einer Girocard kann nur lokal am Point of Sale verwendet werden. Die Girocard kann wie die physische Karte weder online im Webbrowser Safari, noch über Apps in iOS oder iPadOS verwendet werden.
Stand 3. Mai 2023 sind in Deutschland folgende Banken verfügbar:
- 1822direkt
- Advanzia Bank
- Adyen
- American Express
- Augsburger Aktienbank
- Bank of America
- Barclaycard
- BBBank
- Bitpanda
- bunq
- C24 Bank
- CleverCards
- comdirect
- Commerzbank AG
- Consors Bank
- Consors Finanz
- Crosscard
- Curve
- Deutsche Bank
- Deutsche Kreditbank AG
- DKB
- Emburse
- Engel und Völkers
- fidor BANK
- Finom
- Fleetmoney
- Fürstlich Castell’sche Bank
- Hanseatic Bank
- Hercus, Kreda
- Holvi
- HypoVereinsbank/UniCredit Bank AG
- iCard
- ING
- Joompay Europe S.A.
- Klarna
- Klarpay
- Landesbank Berlin AG
- LBB ADAC
- LBBW
- LBBW (Mercedes-Kreditkarte)
- LBBW-Kreditkarten
- MLP Banking
- Monese
- Moos
- N26
- Netbank
- Norisbank
- NumberX
- o2 Banking
- OLB
- Openbank
- Payhawk
- PayLife
- Payquicker
- Paysera
- Paysure
- Penta Fintech GmbH
- Pleo
- Postbank
- PSD Banken
- Qonto
- Revolut
- Ruuky
- Solaris Bank
- Soldo
- Sparda-Bank Berlin
- Sparda-Bank Hamburg
- Sparda-Bank Hannover
- Sparda-Bank Ostbayern
- Sparda-Bank Südwest
- Sparkasse
- Stocard
- SumUp
- SWAN
- SweepBank
- Targobank AG
- TF Bank
- Ticket Restaurant Edenred
- Tomorrow
- Triodos Bank
- Viabuy
- VIMpay
- Viva Wallet
- Vivid Money
- Volksbanken Raiffeisenbanken
- Volkswagen Bank GmbH
- VW
- Wise
- ZEN.COM

### Österreich
Stand 3. Mai 2023 sind in Österreich folgende Banken verfügbar:
- Advanzia Bank
- Adyen
- Apothekerbank (Volksbanken)
- Bank Austria
- Bank of America
- bank99
- BAWAG
- Bitpanda
- BKS Bank
- BTV
- bunq
- CleverCards
- Curve
- Dadat/Schelhammer
- Dolomiten Bank
- easybank
- Edenred
- Emburse
- Erste Bank und Sparkasse
- Hypo-Bank Burgenland
- Hypo Noe
- Hypo Oberösterreich
- Hypo Tirol
- Hypo Vorarlberg
- iCard
- Marchfelder Bank
- Monese
- Moos
- N26
- NumberX
- Oberbank
- Österreichische Ärzte- und Apothekerbank
- Paybox Bank
- Payhawk
- PayLife
- Payquicker
- Paysend
- Paysera
- Pleo
- Raiffeisen
- Revolut
- Ruuky
- Sodexo Benefits & Rewards Services Austria
- Spängler Bank
- Sparda (Volksbanken)
- SPARDA-BANK
- SumUp
- SWAN
- VIMpay
- Viva Wallet
- Volksbank
- Wise

### Schweiz
Stand 1. September 2021 sind in der Schweiz folgende Anbieter verfügbar:
- Aargauische Kantonalbank
- acrevis Bank (Kreditkarten)
- AEK BANK 1826 Genossenschaft
- Alpha RHEINTAL Bank (Kreditkarten)
- Alternative Bank Schweiz AG
- Appenzeller Kantonalbank
- Banca Credinvest SA (Kreditkarten)
- Banca dello Stato del Cantone Ticino
- Bank BSU
- Bank Cler AG
- Bank EEK AG
- Bank in Zuzwil
- Bank J. Safra Sarasin (Kreditkarten)
- Bank Leerau Genossenschaft
- Bank of America
- Bank SLM AG
- Bank Thalwil Genossenschaft (Kreditkarten)
- Bank Zimmerberg AG
- Banque Cantonale de Fribourg (Kreditkarten)
- Banque Cantonale de Genève
- Banque Cantonale du Jura
- Banque Cantonale du Valais
- Banque Cantonale Neuchâteloise (Kreditkarten)
- Banque Cantonale Vaudoise
- Banque du Léman SA (Kreditkarten)
- Basellandschaftliche Kantonalbank
- Basler Kantonalbank
- BBO Bank Brienz Oberhasli AG
- Berner Kantonalbank
- Bernerland Bank AG
- Bonus Card (Kredit- und Prepaidkarten von Visa)
- C.I.M. Banque
- Caisse d’Epargne Courtelary
- Caisse d’Epargne de Cossonay
- Cembra
- Cembra Money Bank
- Clientis Bank Aareland
- Clientis Bank im Thal
- Clientis Bank Oberaargau AG
- Clientis Bank Thur Genossenschaft
- Clientis Bank Toggenburg
- Clientis Biene – Bank im Rheintal
- Clientis BS Bank Schaffhausen
- Clientis EB Entlebucher Bank AG
- Clientis Spar- und Leihkasse Thayngen
- Clientis Sparcassa 1816
- Clientis Sparkasse Oftringen Genossenschaft
- Clientis Sparkasse Sense
- Clientis Zürcher Regionalbank Genossenschaft
- Cornèrcard (Kredit- und Prepaidkarten von Mastercard und Visa)
- Crédit Mutuel de la Vallée
- Credit Suisse
- Ersparniskasse Affoltern i. E. AG
- Ersparniskasse Rüeggisberg Genossenschaft (Kreditkarten)
- Ersparniskasse Schaffhausen
- Glarner Kantonalbank
- Gonet & Cie
- Graubündner Kantonalbank
- GRB Glarner Regionalbank Genossenschaft
- Hypothekarbank Lenzburg
- iCard
- Leihkasse Stammheim
- Lienhardt & Partner Privatbank Zürich AG
- Luzerner Kantonalbank AG
- Migros Bank AG
- Monese
- N26
- Neon
- Nidwaldner Kantonalbank
- NPB Neue Privat Bank (Kreditkarten)
- Obwaldner Kantonalbank
- Post Finance
- Raiffeisen
- Regiobank Männedorf AG
- Regiobank Solothurn
- Revolut
- Rothschild & Co Bank AG
- SB Saanen Bank AG
- Schaffhauser Kantonalbank (Kreditkarten)
- Schwyzer Kantonalbank
- Spar + Leihkasse Gürbetal AG
- Spar- und Leihkasse Bucheggberg (Kreditkarten)
- Spar- und Leihkasse Frutigen AG
- Spar- und Leihkasse Riggisberg
- Sparkasse Schwyz AG
- St. Galler Kantonalbank (Kreditkarten)
- Swiss Bankers (Prepaidkarten von Mastercard)
- Swisscard (Kreditkarten von American Express, Cashback, mydrive, Pointup, SWISS Miles & More, Neutral Mastercard-Kreditkarten, wow Visa-Prepaidkarte)
- Thurgauer Kantonalbank
- UBS Switzerland
- Urner Kantonalbank
- Valiant Bank
- Viseca
- Wise
- Yapeal
- Zuger Kantonalbank
- Zürcher Kantonalbank (Kreditkarten)
- Zürcher Landbank AG

Bevorzugt setzten die Schweizer Banken lange Zeit auf die schweizerische Zahlungslösung Twint. Nach einer Intervention der Wettbewerbskommission hat sich Apple bereit erklärt, die automatische Aktivierung von Apple Pay während des Bezahlprozesses von Twint zu unterbinden. Als erste Regionalbank der Schweiz hat die Bank Linth im Oktober 2016, in Kooperation mit der Cornèr Bank, die Bezahlung mittels Apple Pay gestartet. Im Gegensatz zur Credit Suisse und UBS setzte Postfinance lange auf eine eigene Mobile-Payment-Lösung, hat Apple Pay jedoch im Verlauf des Jahres 2021 freigeschaltet. Im Mai 2023 hat Postfinance auch die weit verbreitete Postfinance Card für Zahlungen mittels Apple Pay freigeschaltet.